# Aleksander Seniuta
Aleksander Eugeniusz Seniuta, ps. Krzysztof (ur. 27 lutego 1930 we Lwowie, zm. 31 marca 1998 w Brukseli) – polski prawnik, działacz opozycji w PRL.

## Życie i kariera
W czasie okupacji podczas II wojny światowej we Lwowie Aleksander Seniuta uczestniczył w tajnych kompletach w jego domu rodzinnym i działał w Szarych Szeregach. Po zakończeniu wojny, w maju 1945 roku, trafił do Bytomia.
Ukończył studia na Uniwersytecie Wrocławskim na Wydziale Prawa w 1962 roku, po czym był pracownikiem naukowym na tejże uczelni. W czasie studiów był członkiem i uczestnikiem wypraw jaskiniowych Sekcji Grotołazów Wrocław.  Doktorat otrzymał w 1971 roku.
Ekspert, konsultant i mediator w sporach prawnych i organizacyjnych, m.in. w Bolesławcu, Głogowie, Jeleniej Górze, Legnicy, Lubinie i Nowej Soli.
W marcu 1983 roku Seniuta wyjechał do Algierii w związku ze zleceniem roboczym swojej żony, po czym znaleźli się we Francji. Po krótkim czasie, poczynając od sierpnia 1983 roku, Seniuta zaczął współpracować z Biurem Koordynacyjnym „Solidarności” w Brukseli, gdzie następnie został stałym pracownikiem.
Po opuszczeniu Polski w 1983 roku już pozostał na emigracji. W latach 1987–1989 był na zasiłku socjalnym z przyczyn zdrowotnych, a od 1989, po nadaniu obywatelstwa belgijskiego, na zasiłku dla niepełnosprawnych.

## Działania opozycyjne
Po paru latach w Bytomiu Seniuta przeniósł się w 1948 roku do Wrocławia, gdzie wiosną 1950 założył (z Andrzejem Korsakiem) organizację podziemną „Armia Krajowa”, używając pseudonimu „Krzysztof”.
We wrześniu 1980 roku został doradcą MKZ „Solidarności” we Wrocławiu, następnie ZR Dolny Śląsk, wykładowcą Wszechnicy „Solidarności” we Wrocławiu oraz autorem artykułów i komentarzy prawnych w prasie niezależnej (m.in. „Solidarności Dolnośląskiej” i „Tygodniku Solidarność”).
Był również współautorem projektu (z Kazimierzem Pieprzem) i zwolennikiem utworzenia makroregionu „Solidarność” Dolny Śląsk. W marcu 1981 został członkiem Ośrodka Prac Społeczno-Zawodowych przy MKZ/ZR, a od lipca 1981 członkiem Komisji Zjazdowej ZR. 28 lipca 1981 został sekretarzem Krajowej Komisji Wyborczej „Solidarność” w Gdańsku, w której działał jako członek stałego zespołu roboczego z Edwardem Kalbarczykiem, Januszem Kornalewskim, Zygmuntem Marią Przetakiewiczem. Uczestniczył na I Krajowym Zjeździe Delegatów.
Pomiędzy 14 a 17 grudnia 1981 brał udział w strajku w Państwowej Fabryce Wagonów Pafawag we Wrocławiu.
W ramach swojego stanowiska przy Biurze Koordynacyjnym „Solidarności” w Brukseli, w grudniu 1983 Seniuta opublikował 500-stronicowy raport o sytuacji w Polsce dla Komisji Badawczej Międzynarodowej Organizacji Pracy ws. Polski. Po przekazaniu przez MOP kopii raportu rządowi PRL wszczęto przeciwko niemu w kraju postępowanie karne.

## Konflikt z władzami
W lipcu 1950 wraz z innymi członkami organizacji został aresztowany, 19 stycznia 1951 skazany przez Wojskowy Sąd Rejonowy we Wrocławiu na 14 lat więzienia, po czym został osadzony w ZK w Rawiczu, Nowogardzie i szpitalu więziennym w Szczecinie (gruźlica). Zwolniony został po 5 latach w listopadzie 1956 roku. Na początku lat 60. był rozpracowywany przez grupę IV Wydział III Komendy Wojewódzkiej Milicji Obywatelskiej we Wrocławiu w ramach Sprawy Operacyjnej Rozpracowania krypt. Pigmeje.
17 grudnia 1981 został zatrzymany podczas kolejnej pacyfikacji strajku przez ZOMO i przetrzymywany w ZK we Wrocławiu. 24 grudnia 1981 internowano go w Ośrodku Odosobnienia w Grodkowie, po czym został zwolniony 3 grudnia 1982. Po tym czasie był objęty zakazem prowadzenia zajęć ze studentami.
Pomiędzy 6 kwietnia a 19 listopada 1981 roku był ponownie rozpracowywany przez Wydział IIIA KW MO we Wrocławiu w ramach Sprawy Operacyjnej Sprawdzenia krypt. Par.